# Crisishulpverlening
Crisishulpverlening is hulpverlening in situaties waarin, als reactie op een ingrijpende gebeurtenis, een cliënt geen antwoord heeft op de verstoring van een bestaand evenwicht. Het stellen van een snelle voorlopige diagnose, gevolgd door strategisch en actief handelen moet leiden tot herstel van het evenwicht in de toestand van de cliënt/patiënt.
Dit gebeurt in een viertal fasen: 
- stabiliserend houvast aanreiken
- vermogen tot eigen verantwoordelijkheid van de patiënt, dus ook het eigen sociaal netwerk in kaart brengen
- diens emoties reguleren
- hoop en verwachting bij de patiënt op gang brengen.

Dilemma's waarmee crisishulpverleners mee te maken krijgen zijn onder meer:
- overnemen van verantwoordelijkheid van de cliënt
- hulp afwijzen is een patiëntenrecht, terwijl crisiszorg dringend geboden is
- risico van een verkeerde voorlopige diagnose en behandeling
- overmacht accepteren
- informatie inwinnen bij derden en het recht op privacy.